# NGC 2097
NGC 2097 is een open sterrenhoop in het sterrenbeeld Goudvis. Het hemelobject werd op 26 december 1834 ontdekt door de Britse astronoom John Herschel.

## Synoniemen
- ESO 86-SC28